# Исаков, Александр Степанович
Исаков, Александр Степанович (около 1730 — около 1794) — генерал-майор, военный и административный деятель XVIII века. Участник Семилетней (1756—1763) и Русско-турецкой (1768—1774) войн. Командир Новороссийской губернии (1764—1770).

## Биография
Сын дьяка, впоследствии коллежского советника Степана Михайловича Исакова и Софьи Гавриловны Деревниной, дочери думного дьяка Гаврилы Федорова Деревнина, видного царедворца петровского времени. Родной брат Прасковьи Степановны Исаковой (ум. в 1772 году), первой супруги гвардии капитан-поручика, впоследствии действительного статского советника Дмитрия Лукьяновича Боборыкина. Родной брат Марии Степановны Исаковой (ум. до 1780 года), первой супруги армии прапорщика, впоследствии коллежского асессора Михаила Степановича Шеншина.
Состоял в военной службе с 1742 года кадетом Сухопутного шляхетного кадетского корпуса. По воспоминаниям генерального хорунжего Войска Запорожского Н. Д. Ханенко, будучи ещё кадетом, в декабре 1747 года преподавал воспитанникам с.-петербургского Пансиона Носка «мунштру кадецкого ружем».
Из капралов кадетского корпуса с 16 декабря 1748 года выпущен армии поручиком. В 1755 году — армии капитан гарнизона Боровской слободы Бахмутской провинции Воронежской губернии, находился при строительстве села Сербо-Славянского для обустройства селившихся там сербов.
Участник Семилетней войны 1756—1763 гг.: из армии капитанов с 11 ноября 1756 года произведен генерал-аудитор-лейтенантом в чине премьер-майора формируемого Обсервационного корпуса. С 27 августа 1758 года пожалован генерал-вагенмейстером в чине подполковника. Из подполковников с 1 января 1760 года произведен в полковники. Из полковников 1-го фузелерного бомбардирского полка с 5 февраля 1763 года назначен полковником (начальником) Особой для счетов экспедиции при Комиссии о духовных имениях. С 3 марта 1763 года из полковников пожалован ген.-майором при Украинской дивизии.
С 22 марта 1764 года назначен на должность командира (заместителя Главного командира — генерал-поручика А. П. Мельгунова) селения Новосербского (Новой Сербии), крепости Святой Елизаветы (Елизаветграда) и всех при той крепости селений, составивших новую Новороссийскую губернию, и состоял в этой должности до своей отставки. С 14 апреля 1764 года назначен, с оставлением в чине и должности, правителем Военного департамента канцелярии новообразованной Новороссийской губернии. Поскольку А. П. Мельгунов предпочитал жить в С.-Петербурге, фактически исполнял его обязанности.
Участник первых кампаний Русско-турецкой войны 1768—1774 годов. С оставлением в прежних должностях, с 16 января 1768 года назначен обер-комендантом крепости Святой Елизаветы, то есть правителем как военной, состоящей под правлением Военной коллегии, так и гражданской, состоящей под правлением Правительствующего Сената, частями Елизаветградской провинции (крепость Св. Елизаветы была административным центром Новороссийской губернии до 26 марта 1765 года, когда административным центром стал г. Кременчуг). Указом Военной коллегии от 3 декабря 1768 года о расписании действующей армии, назначен в генералитет 2-й армии. По квартирному расписанию от 16 декабря 1768 года, состоял в штате генералитета войск 2-й армии ген.-аншефа графа П. А. Румянцева, в отряде ген.-поручика Фридриха фон Вернеса, имея общую команду над Брянским, Орловским, Козловским пехотными, Чёрным и Жёлтым гусарскими, Елизаветградским и Днепровским пикенерными полками, охранявших Украинскую укрепленную линию.
В январе 1769 года допустил служебную халатность, позволившую крымско-ногайским отрядам общей численностью до 10 тысяч всадников, во главе с крымским ханом Кырым-Гиреем, с 13 января 1769 года напасть на окрестности Елизаветграда и разорить их. В сражении 25 января 1769 года отбил атаку крымского войска на Елизаветград со стороны Новой Сербии. До 14 февраля 1769 года в рапортах военачальников показан в числе командиров, преследовавших отряды крымских татар, ушедших из Елизаветградской провинции в Правобережную Украину (Польшу).
За прямое невыполнение приказа графа П. А. Румянцева по размещению войск при Украинской укрепленной линии и нерешительные действия, позволившие крымским татарам вторгнуться в Елизаветградскую провинцию и пределы Новороссийской губернии (это был последний в истории татарский набег на российскую территорию), разорив окрестности Елизаветграда, попал в немилость главнокомандующего. С 1 января 1770 года отставлен от службы в том же чине, без награждения рангом.

## Семья и родственные связи
После отставки женился на девице Екатерине Михайловне Мацневой, одной из трёх дочерей богатого мценского помещика, секунд-майора Михаила Спиридоновича Мацнева и Натальи Михайловны, урождённой Одоевцевой. По супруге шурином ген.-майора А. С. Исакова был прокурор Орловского наместничества, коллежский советник Николай Михайлович Мацнев, свояченицами — действительная статская советница Варвара Михайловна Боборыкина, вторая супруга Д. Л. Боборыкина, и тайная советница Надежда Михайловна Коваленская, супруга рязанского губернатора М. И. Коваленского.

### Помещичьи владения
Помещик разных уездов. По сведениям 3-й и 4-й ревизий — 1762—1783 годов, за ним недвижимые имения, состоящие: Тульского наместничества, Епифанского уезда, села Троицкое (Кобяково тож), Ефремовского уезда, сельца Архангельское (Грязное тож), наследство от отца; Рязанского наместничества, Рязанского уезда, Пониского стана, жеребей в селе Костино, селе Слемские Борки, сельце Ромоданово, деревне Кривоносова, деревни Лариной, пустоши Граниловской (Кашкаледеево тож), наследство от отца; Калужского наместничества, Серпейского уезда, Опоковского стана, села Белогурово (Чемоданово тож), наследство, по выкупу из Московского дворянского банка, от сестры — прапорщицы Марьи Степановой Шеншиной; Московской губернии, Московского уезда, Ратуева стана, сельца Сумароково (Озерки тож) и пустошь, что было сельцо, Исхоть (Исходное тож), наследство от отца; Московской губернии, Коломенского уезда, Маковского стана, села Большое Ивановское и сельца Орлово, и Каневского стана пустошь Селище, наследство от отца.
По купчей от 20 марта 1777 года, писанной в Рязани у крепостных дел, недвижимое свое имение, состоящее Рязанского наместничества, Рязанского уезда, Пониского стана, жеребей в селе Костине и в сельце Ромоданове, в деревне Кривоносова, в деревне Лариной, в пустоши Граниловской, Кашкаледеево тож, с усадебной землей, с пашней, с лесом и сенными покосами, с рыбными ловлями, и со всеми угодьями, с хлебом стоячим, молоченым и в земле посеянным, с крестьянским строением и со скотом, не оставляя за собой в вышенаписанном имении ничего, а все без остатка, да в том же имении крестьян мужского пола 8 душ, продал отставному капитану Ивану Ивановичу Петрово-Соловово, за 1000 руб.
По купчей от 8 февраля 1780 года, писанной в Москве у крепостных дел, недвижимое свое имение, состоящее Рязанского наместничества, Рязанского уезда, Пониского стана, в селе Слемских Борках, пашенную землю с угодьями и с крестьянами, продал отставному сек.-майору С.-Петербургского гарнизона, члену 3-й экспедиции Главной соляной конторы Ивану Григорьевичу Сумбатову, за 8500 руб.
По купчей от 18 февраля 1780 года, писанной в Москве у крепостных дел, недвижимое свое имение, состоящее Калужского наместничества, Мещовского уезда, Опоковского стана, в селе Белогурове (Чемоданово тож), написанных по 3-й ревизии 172 души, со всеми их семействами, и с беглыми, и заработанными за них деньгами, и со всяким господским и крестьянским строением, и со всем их имуществом, и землей, что у тех крестьян во владении состоит и по нынешнему генеральному межеванью явится, со всеми угодьями, исключая из оного состоящих в споре… 14 душ, с их семейством и с принадлежащей им землей, да взятых в дом… крестьянского сына… так же вдов и девок, кои до сей купчей проданы и выведены в другие вотчины, продал отставному сек.-майору С.-Петербургского гарнизона, члену 3-й экспедиции Главной соляной конторы Ивану Григорьевичу Сумбатову, за 11000 руб.
Супруга А. С. Исакова, генеральша Екатерина Михайловна, урождённая Мацнева, в ноябре 1783 года по купчей, писанной Орловского наместничества, в Старооскольском уездном суде, недвижимое имение, состоящее Курского наместничества, Щигровского уезда, в сельце Савине с деревнями, людей и крестьян, с их пожитками и с прочими угодьями, купила у брата своего, секунд-майора Николая Михайловича Мацнева, за 90 руб.

### Дети
В браке А. С. и Е. М. Исаковы имели единственного сына — Михаила, умершего бездетным.
- Михаил Александрович Исаков (? — 1831) — берейтор, коллежский асессор и кавалер. Воспитывался берейторским учеником С.-Петербургской берейторской школы Придворной конюшенной конторы, по штатам ведомства именовался Исаковым 2-м (берейтор Василий Григорьевич Исаков 1-й был отцом ген.-адъютанта, генерала от инфантерии Николая Васильевича Исакова). Из берейторских воспитанников с 18/25 октября 1817 года произведен в чин коллежского регистратора и назначен на должность младшего унтер-берейтора Придворной конюшенной конторы, где и служил в дальнейшем. В должности унтер-берейтора и в чине титулярного советника, указом от 19 июня 1826 года пожалован, за усердную и ревностную службу, кавалером ордена Святой Анны 3-й степени. С 28 ноября 1828 года пожалован в чин коллежского асессора, с оставлением в должности берейтора. Умер в 1831 году. Был холост. Помещик, единственный владелец недвижимых (родительских) родовых и благоприобретенных имений, за ним состоящих в наследственном праве: Курской губернии, Щигровского уезда, в сельце Савине, с деревнями, и Старооскольского уезда, в селах Богородицком и Панской Слободе, с деревнями; Пензенской губернии, Нижнеломовского уезда, в селе Ивановском, с деревнями; Рязанской губернии, Скопинского уезда, в селе Дмитриеве (Бухвостово тож); Воронежской губернии, в Нижнедевицком уезда; да за ним же дом в г. Москве. Право на наследование недвижимых имений коллежского асессора и кавалера М. А. Исакова, в 1831—1833 годах было утверждено за двоюродными его братьями: по линии матери, за отставным ген.-майором Михаилом Николаевичем Мацневым, и по линии отца — за отставным обер-прокурором Правительствующего Сената, действительным статским советником Александром Дмитриевичем Боборыкиным[5].